# Четмэн, Поки
Дейна (Поки) Четмэн (также встречается написание Чэтмен, англ. Dana "Pokey" Chatman; род. 18 июня 1969, Ама, Луизиана) — американская баскетболистка и баскетбольный тренер, работавшая со студенческими и профессиональными женскими командами. Как игрок — чемпионка Америк среди девушек в возрасте до 18 лет в составе сборной США (1988), член символической студенческой сборной США (1991). Как главный тренер сборной Луизианского университета — трёхкратная участница Финала четырёх национального чемпионата NCAA, Национальный тренер года (2005). Как главный тренер клуба «Спарта&К» — чемпионка России и Евролиги ФИБА (2010). Как тренер профессионального клуба «Чикаго Скай» — финалистка женской НБА (2014), тренер матча всех звёзд (2015).

## Биография
Четмэн, родившаяся в городе Ама в Луизиане, начала заниматься организованным спортом с шести лет. Хотя в детстве она делала успехи в волейболе и софтболе, начиная с девятого класса приняла решение сосредоточиться на баскетболе. Её выбор в этом направлении во многом определил родственник, Джеффри Уилсон, сам игравший в баскетбол сначала в вузе, а затем в профессиональных командах за границей, и ставший её личным тренером. Выступая за сборную Ханвиллской средней школы, пять раз избиралась в символическую национальную сборную Любительского спортивного союза (AAU) и считается автором первого успешного трёхочкового броска в истории школ Луизианы.
Окончив школу в 1987 году, поступила в Университет штата Луизиана, где проучилась четыре года, окончив его со степенью бакалавра общего направления. В университетской баскетбольной сборной играла на позиции разыгрывающего защитника, практически неизменно выходя на площадку в стартовом составе. К момнту окончания учёбы была рекордсменкой вуза по количеству результативных передач (570) и перехватов (346) и одним из лучших показателей по набранным очкам. Рекорд Четмэн по результативным передачам был побит только к сезону 2003/4 Темикой Джонсон. В третий и четвёртый год учёбы Четмэн также возглавляла список игроков Юго-Восточной конференции по количеству попаданий с трёхочковых бросков. Все четыре года выступлений Четмэн «Леди Тайгерс» выходили в национальный этап чемпионата NCAA, одержав за это время 82 победы при 38 поражениях, а сама баскетболистка трижды входила в символическую сборную Юго-Восточной конференции. В свой последний сезон, 1990/91, она привела свою сборную к первому в её истории титулу чемпионок конференции, была признана MVP конференции и вошла в символическую студенческую сборную США. Во время учёбы в Университете штата Луизиана Четмэн также выступала за молодёжную сборную США и выиграла с ней чемпионат обеих Америк 1988 года среди девушек в возрасте до 18 лет.
По окончании учёбы в 1991 году Четмэн осталась в университете как помощница тренера женской баскетбольной команды. С 1999 года она была главной помощницей тренера, к этому времени составив себе репутацию одного из лучших специалистов по кадрам в вузовском баскетболе. Среди игроков, отобранных ею для университета, были будущие члены символической национальной студенческой сборной Сильвия Фаулз, Кианна Чейни, Эрика Уайт и Мариан Уитфилд, будущий новичок года NCAA Детрина Уайт, будущий игрок сборной Швеции Ханна Бернацкая, будущий первый номер драфта женской НБА 2006 года Сеймон Огастус и будущий новичок года женской НБА Темика Джонсон. В сезоне 2003/4, когда главный тренер Сью Гантер была вынуждена оставить пост по состоянию здоровья, Четмэн заняла её место. Она не только успешно завершила с командой регулярный сезон, но и пробилась в Финал четырёх национального чемпионата NCAA. По итогам сезона Ассоциация чернокожих тренеров (BCA) признала Четмэн тренером года.
Четмэн оставалась главным тренером «Леди Тайгерс» в следующие три сезона. За весь период на этом посту сборная университета выиграла под её руководством 105 матчей при 19 поражениях, дважды завоевала титул чемпионов регулярного сезона Юго-Восточной конференции и дважды была посеяна под первым номером в национальном турнире NCAA, каждый раз доходя до Финала четырёх. По итогам сезона 2004/5 Четмэн вторично была признана тренером года Ассоциацией чернокожих тренеров, а также стала тренером года по консенсусному решению Ассоциации баскетбольных журналистов Соединённых штатов (USBWA), Ассоциации тренеров женского баскетбола (WBCA) и Национальной академии спортивных издателей. В 2005 и 2006 годах признавалась тренером года в штате Луизиана. В 2005 году Четмэн была также приглашена в студенческую сборную США, готовившуюся к летней Универсиаде в Турции. Она стала помощницей главного тренера Кэти Делейни-Смит (Гарвардский университет) и помогла команде завоевать звание чемпионок Универсиады.
В марте 2007 года, накануне очередного национального чемпионата NCAA, Четмэн была вынуждена подать в отставку с поста главного тренера «Леди Тайгерс», к этому времени имевших в сезоне баланс побед и поражений 26-7. Причиной отставки стали обвинения в сексуальной связи с одной из баскетболисток сборной университета. О проблематичной связи сообщила Карла Берри, помощница главного тренера команды. Тренер объявила о намерении подать на руководство вуза в суд из-за преждевременно прерванного контракта, но летом 2007 года стороны пришли к соглашению, по которому Четмэн получила компенсацию в размере 160 тысяч долларов.
Уже в 2007 году Четмэн присоединилась к тренерскому штабу российского женского баскетбольного клуба «Спартак» (Московская область, с 2010 года «Спарта&К»), вначале в качестве помощника главного тренера, а с 2009 года — как главный тренер команды. С этим клубом она завоевала три титула Евролиги ФИБА (в том числе как главный тренер в 2010 году, с балансом побед и поражений 16-0), выиграла два Суперкубка Европы и один чемпионат России. Сотрудничество Четмэн с подмосковной командой продолжалось до 2013 года, когда американский тренер объявила о решении расстаться с ней.
Параллельно с работой в России Четмэн с 2008 по 2010 год также тренировала женскую сборную Словакии, которой лишь немного не хватило для попадания на чемпионат мира 2010 года. В 2010 году она подписала контракт с клубом женской НБА «Чикаго Скай», на протяжении нескольких следующих лет совмещая обязанности главного тренера этой команды в летний сезон и клуба «Спарта&К» в осенне-зимний, побывав с ним в 2011 году в ещё одном финале Евролиги. С «Чикаго», ни разу до её прихода не игравшим в плей-офф женской НБА, Четмэн в первые два года заканчивала регулярный сезон с балансом побед и поражений 14-20, но в драфте 2013 года сумела заполучить под общим вторым номером Елену Делле Донн, ставшую новичком года в последовавшем сезоне. Четмэн дополнила команду ещё несколькими молодыми талантами, выменяла в состав опытных звёзд Кэппи Пондекстер и Эрику де Соузу и с 2013 по 2016 год четырежды подряд выводила «Скай» в плей-офф, в 2014 году добравшись с самым молодым в лиге клубом до финальной серии.
За шесть лет с «Чикаго» Четмэн одержала с клубом 106 побед при 98 поражениях в регулярном сезоне, однако по окончании сезона 2016, оконченного со счётом 18-16, и поражения в полуфинале плей-офф руководство клуба приняло решение о её увольнении. Уже в ноябре 2016 года Четмэн заняла пост главного тренера другой команды женской НБА — «Индиана Фивер». Одновременно она стала генеральным менеджером команды. На Четмэн была возложена задача восстановления игрового потенциала клуба, расставшегося со своей главной звездой Тамикой Кэтчингс. Свой первый сезон с «Индианой» она закончила с балансом побед и поражений 9-25, и стало понятно, что команде предстоит длительный процесс перестройки. Однако уже два сезона спустя, в 2019 году, когда команда в очередной раз проиграла сезон с балансом 13-21, Кэтчингс, теперь занимавшая пост вице-президента клуба, уволила Четмэн за недостаточно быстрый прогресс.